# Віна Цзє-Мінь Прасад
Віна Цзє-Мінь Прасад (кит.: 维娜·杰敏·普拉萨德; англ. Vina Jie-Min Prasad) — сінгапурська письменниця наукової фантастики та фентезі. Вона тричі була фіналісткою премії «Неб'юла» та «Г'юго», а також була фіналісткою інших премій у галузі фантастики.

## Літературна діяльність
Прасад активно займається фантастикою з 2016 року. Вона є випускницею Письменницької майстерні Кларіон Вест.

## Визнання
Оповідання Прасада «Фандом про роботів» і «Серія стейків», опубліковані в 2017 році, були номіновані на премію «Неб'юла», премію «Г'юго» і Меморіальну премію імені Теодора Стерджона. Її оповідання «Посібник для робочих порід» стало фіналістом премії «Неб'юла» за найкраще оповідання 2020 року та премії «Г'юго» 2021 за найкраще оповідання.
Вона була фіналісткою премії Джона В. Кемпбелла найкращому новому письменнику-фантасту і посіла друге місце.

### Оповідання
- «Різні способи горіння» (HEAT: A Southeast Asian Urban Anthology, квіт. 2016 року)
- «Шпигун, який любив Вантон Мі» (Queer Southeast Asia: A Literary Journal of Transgressive Art, жовтень 2016 року)[1]
- «Серія стейків» (Clarkesworld 124, січень 2017 року)
- «Фандом про роботів» (Uncanny Magazine 18, вер./жовт. 2017 року)[4]
- «Портрет черепа з людиною» (Fiction Fiction 49, лист. 2017 року)[4]
- «Пістолетне руків'я» (Uncanny Magazine 21, березень/квітень 2018 року)[4]
- «Чорні квіти розквітають» (Uncanny Magazine 31, листопад/грудень 2019 року)[4]
- «Посібник для робочих порід» (Made To Order: Robots and Revolution, березень 2020 року)[4]

### Інтерв'ю
- «Інтерв'ю: Віна Цзє-Мінь Прасад» (Uncanny Magazine 21, березень/квітень 2018) (Кароліна М. Йоахім)[4]